# Artur Leffler
Artur Lorens Olof Abraham Leffler, född 20 mars 1854 i Fågelås, Skaraborgs län, död 11 juli 1938 i Stockholm, var en svensk ingenjör.
Han var son till rektor Johan Olof Leffler och Gustava Vilhelmina Mittag, och bror till författaren Anne Charlotte Leffler, språkvetaren Frits Läffler och matematikern Gösta Mittag-Leffler. Artur Leffler gifte sig 1886 med Emma Christina Leffler (född 1861), dotter till stadsmäklaren David Leon Leffler och Alida Stade.
Han studerade 1871-1874 vid Teknologiska institutet (KTH). Efter examen blev han andre verkmästare vid Hällefors bruk. Han var åren 1874-1879 konstruktör vid flera verkstäder och praktiserade 1879-1883 i USA. Åren 1884-1886 var han förste verkmästare vid Hällefors bruk.
Han var 1886-1896 inspektör för slöjdundervisningen vid Göteborgs folkskolor och kommissarie vid industriutställningen i Göteborg 1891. Han blev Sveriges kommissarie vid världsutställningen World Columbian Exposition i Chicago 1893. Han tog där även initiativet till de utländska kommissariernas förening och blev dess hederssekreterare. Han invaldes 1893 i Kemistsamfundet. När han lämnade tjänsten som slöjdinspektör, bjöd han en lördag i september 1896 in samtliga slöjdlärare och -lärarinnor i Göteborg till en avskedsfest.
Han var 1896-1897 överingenjör vid Malmö-Trelleborgs järnväg och ordförande i aktiebolagets styrelse. Åren 1897-1901 var han verkställande direktör i Alby vattenfallsaktiebolag, Alby Calciumcarbid AB och Alby elektrokemiska AB. Direktör i Héroults elektrostål 1902-1908 och verkställande direktör i Umeå vattenfallsaktiebolag 1897-1918. Han var 1925 bosatt i Djursholm.
Han har författat reseskildringar från Amerika samt tjänsteberättelser och uppsatser om slöjd.